# Dendromastax regressivalva
Dendromastax regressivalva är en insektsart som beskrevs av Marius Descamps och Wintrebert 1965. Dendromastax regressivalva ingår i släktet Dendromastax och familjen Euschmidtiidae. Inga underarter finns listade i Catalogue of Life.